# Франц Кристоф фон Кевенхюлер
Франц Кристоф фон Кевенхюлер (на немски: Franz Christoph Graf Khevenhüller von Frankenburg; * 21 февруари 1588, замък Ландскрон при Филах в Каринтия или в Клагенфурт; † 13 юни 1650, Баден при Виена, Долна Австрия) от род Кевенхюлер, е австрийски граф на Франкенбург в Горна Австрия, дипломат, императорски пратеник и посланик в испанския двор, „камерхер“ и таен съветник при императорите Матиас и Фердинанд II, и важен историограф на 17 век.

## Живот
Той е син на граф Бартоломеус Кевенхюлер (1539 – 1613) и втората му съпруга графиня Бланка Лудмила фон Турн и Валсасина († 1595), дъщеря на граф Франц фон Турн и Валсасина (1509 – 1586) и графиня Барбара Шлик фон Пасаун († 1581). Баща му се жени трети път на 4 февруари 1596 г. в Клагенфурт за Регина фон Танхаузен (1569 – 1624). Полубрат е на Йохан Кевенхюлер (1597 – 1632, убит в битка в Нюрнберг), господар на Ландскрон, женен на 1 юни 1624 г. в Ридау за Мария Елизабет фон Дитрихщайн (1607 – 1662).
Франц Кристоф е интелигентен и красив, през 1596 г. отива в двора на ерцхерцога на Щирия в Грац, където остава осем години като паж. Той е добре обучен и през 1604 г. започва да пътува и учи в Италия, Франция, Нидерландия и Англия. През 1609 г. той отива в императорския двор. Същата година става католик, но поддържа контакти с протестантските благородници.
Франц Кристоф започва политическата си кариера през 1616 г. като пратеник в испанския двор, където много подкрепя ерцхерцог Фердинанд, избран за император през 1619 г. През 1623 г. той получава Ордена на златното руно от крал Филип IV.
В началото на 1631 г. Франц Кристоф с инфантата Мария Анна, испанската годеница на Фердинанд III, се връща обратно в Австрия и не се връща в Мадрид. На 1 февруари 1631 г. той става дворцов майстер на императрица Елеонора Гонзага, втората съпруга на Фердинанд II, и поема за нея редица дипломатически задачи. Политически той е неутрален.
Франц Кристоф е автор 1634 г. на „Annalen Ferdinandei“ за живота и действията на император Фердинанд II от 1578 до 1637 г.
Умира на 62 години на 13 юни 1650 г. в Баден при Виена и е погребан в Шорфлинг, Алтергау.

## Фамилия
Първи брак: на 6 май 1613 г. с фрайин Барбара Тойфелин цу Гундерсдорф (* ок. 1595; † 3 октомври 1634), дъщеря на фрайхер Карл Тойфел фон Гундерсдорф (* ок. 1550) и фрайин Юдит фон Айцинг цу Шратентал († 1618). Те имат 13 деца:
- Матиас фон Кевенхюлер (* 28 април 1614; † 22 юли 1636, Ваферола в акция)
- Йохан Бартоломеус фон Кевенхюлер (* 12 октомври 1615; † 20 април 1617, Виена)
- Юдит Бианка фон Кевенхюлер (* 19 април 1617; † 12 септември 1622, Мадрид)
- Франциска Маргарета Филипа фон Кевенхюлер (* 3 октомври 1619; † 22 септември 1624)
- Барбара Елизабет Кевенхюлер (*/† 1621, Мадрид на три дена)
- Мария Анна Кевенхюлер (* 3 март 1623, Мадрид; † 1653), омъжена на 21 май 1648 г. във Виена за граф Зайфрид Леонхард Бройнер фон Ашперн († 1666)
- Мария Барбара Кевенхюлер (* 1 юли 1624, Мадрид; † 5 декември 1696, Виена), омъжена на 6 февруари 1641 г. във Виена за граф Албрехт фон Цинцендорф (* 1618; † 6 октомври 1683, Олденбург)
- Карл Кевенхюлер (* декември 1626; † 1627)
- Мария Катарина Кевенхюлер (* 22 август 1628; † пр. 3 януари 1714, Виена), омъжена на 16 февруари 1654 г. във Виена за граф Петер Щроци († 7 юни 1664, в битка)
- Фердинанд Кевенхюлер (* 18 октомври 1629; † 1649, убит)
- Мария Филипина Амалия Кевенхюлер (* 1632; † умира млада)
- Франц Кристоф „Млади“ Кевенхюлер (* 22 септември 1634; † 11 септември 1684), имперски кемерер, дипломат, женен I. за фрайин Поликсена фон Фюнфкирхен († 1678), II. февруари 1680 г. за графиня Ернестина Фаустина Барбара Монтекуколи (* 25 май 1663, Виена; † 6 май 1701, Виена) и има с нея 4 деца, между тях:
  - Лудвиг Андреас фон Кевенхюлер (1683 – 1744), австрийски императорски фелдмаршал и главен военачалник

Втори брак: на 25 февруари 1635 г. във Виена за графиня Сузана Елеонора Колонич († ок. 30 март 1678, погребана във Вайдхофен ан дер Тая). Те имат една дъщеря:
- Мария Франциска Кевенхюлер (* ок. 1635; † пр. 21 ноември 1702), омъжена за Петер Рантцау († 29 януари 1672, Дания)

## Произведения
- Annales Ferdinandei Oder Wahrhaffte Beschreibung Kaysers Ferdinandi Des Andern, Mildesten Gedächtniß, Geburth, Aufferziehung und bißhero in Krieg und Friedens-Zeiten vollbrachten Thaten, geführten Kriegen, und vollzogenen hochwichtigen Geschäfften: samt kurzer Erzehlung deren in der gantzen Welt von höchstgedachter kaeyserl. Majestät Geburthen biß auf derselben seeligsten Hintritt, das ist von Anfang des 1578. biß auf das 1637. Jahr vorgelauffenen Handlungen und denckwürdigen Geschichten; in zwölf Theilen mit vielen Kupffern. 12 Bände, Regensburg/Wien 1641 – 1646, Leipzig 1721 – 1726 (Bändeverzeichnis mit Links auf MDZ).
- Conterfet Kupfferstich (soviel man deren zu handen bringen können). 2 Bände, Moritz Georg Weidmann, Leipzig 1721 – 1722 (1. Teil und Zweyter Theil auf MDZ).